# Pla de Bruga

El Pla de Bruga respecte del terme de Castellcir

El Pla de Bruga, segons alguns mapes Pla Bruguer, és un pla agrícola del terme municipal de Castellcir, al Moianès. El seu extrem de llevant, però, entra en el terme municipal de Sant Martí de Centelles, a la comarca d'Osona.
És a prop i a llevant de la Casanova del Castell, cap al sector nord-est del terme municipal. Constitueix el límit meridional de la Sauva Negra. És a l'esquerra del torrent de la Casanova, al nord de la Popa. A l'extrem oriental, entra en el terme veí de Sant Martí de Centelles.
De vegades també se l'anomena Serra de Bruga.

## Etimologia
Aquest pla rep el nom, en variant primitiva, del bruc o bruguera, vegetació molt abundosa en aquell indret.